# 도메인 네임 레지스트리
도메인 네임 레지스트리(domain name registry)는 최상위 도메인에 등록된 모든 도메인 네임의 데이터베이스이다. 네트워크 정보 센터(InterNIC)라고도 불리는 레지스트리 운영자는, 도메인 네임 데이터베이스를 유지하고 도메인 네임을 IP 주소로 변환해주는 존 파일을 생성하는, 인터넷 도메인 네임 시스템 (DNS)의 한 부분이다. 네트워크 정보 센터는 자신이 관할하는 최상위 도메인의 도메인 네임 등록, 도메인 네임 정책 수립, 그리고 그 최상위 도메인 운영 시스템을 관리 하는 기관으로 도메인 네임 등록 대행자와 구별된다.
도메인 네임은 DNS 구조의 최상위인 루트 네임 서버 정보를 관리하는 Internet Assigned Numbers Authority (IANA)에 의해 계층 구조로 관리되고 있다.
IANA는 국가 간의 기구들을 위한 .int 레지스트리, 프로토콜 관리 목적의 .arpa 존, 그리고 root-servers.net.과 같은 다른 주요 존을 직접 관리하며, 그 외의 (일반 최상위) 도메인 관리 책임은 Afilias나 VeriSign과 같은 다른 도메인 네임 레지스트리에 위임하고 있다.
한편, 국가 최상위 도메인 (ccTLD)은 독일의 DENIC, 대한민국의 KISA와 같은 해당 국가의 레지스트리에 위임되어 있다.

## 운영
레지스트리들은 정부 기관(예. 스리랑카 레지스트리 nik.lk), ISP들간의 공동 운영 체제(예. DENIC), 비영리 단체(예. Nominet UK), 또는 상업적 기관(예. 미국 레지스트리 nic.us) 중의 한 가지의 형태를 띤다.
최종 사용자에게 할당된 도메인 이름은 레지스트리가 WHOIS 시스템과 자신들의 도메인 네임 서버에 등록하게 되면 사용 가능해 진다.
레지스트리들은 도메인 이름을 직접 팔기도 하지만, 일부는 다른 대행 기관에 판매를 위탁하기도 한다. 예를 들어, .com 최상위 도메인의 이름들은 VeriSign이 일정 가격에 개별 도메인 네임 등록 대행자에게 "도매"로 팔고, 이를 다시 개별 도메인 네임 등록 대행자들이 기업 또는 일반 소비자에게 "소매" 판매하는 것으로 볼 수 있다.

## 정책

### 할당 정책
역사적으로 도메인 네임 레지스트리는 선입선출 방식으로 도메인 이름을 할당하나, 정치, 종교, 역사, 법 또는 문화적 이유로 특정 도메인 이름의 할당을 거절할 수 있다. 예를 들어, 1996년부터 1998년 사이 미국에서는 InterNIC이 외설 표현 목록을 통해 관련 도메인 이름 신청서들을 자동으로 거부 처리 하였었다.
또한 레지스트리는 해당 지역 사회의 관심 사항들에 대해 반영하기도 하는데, 독일, 일본, 폴란드의 레지스트리가 비 ASCII 문자를 사용할 수 있도록 다국어 도메인 이름을 도입한 것을 예로 들 수 있다.

### 분쟁 정책
ICANN 등록 대행자를 통해 등록된 도메인 이름의 분쟁에 대해서는 일반적으로 일률적 도메인 이름 분쟁 해결 정책 (UDRP)을 따르도록 되어 있으나, 독일 DENIC의 경우 독일 민사 법원을 통하도록 하고 있으며, Nominet UK는 지적 재산권과 다른 분쟁들을 자체적인 분쟁 해결 서비스를 통해 처리하고 있다.

## 등록 비용
도메인의 등록 비용은 도메인 네임 레지스트리에 따라 다양하다.

## 3단계 도메인
어떤 도메인 네임 레지스트리는 사용자들에게 3단계 도메인부터 사용할 수 있도록 하기도 한다. 독일 레지스트리인 DENIC (.de)의 경우 3단계 도메인을 강제하지 않는다. 프랑스 레지스트리인 AFNIC (.fr)의 경우 몇몇의 3단계 도메인을 가지고 있지만, 모든 도메인 등록자가 반드시 그것을 사용해야 하는 것은 아니다. 반면 영국의 레지스트리인 Nominet UK (.uk)는 모든 도메인 이름이 3단계 도메인을 쓰도록 요구하고 있다. (예. .co.uk 또는 .org.uk).
현재 다수의 국가 최상위 도메인들이 3단계 또는 4단계 도메인을 강제하던 것에서 2단계 도메인도 등록이 가능하도록 변화해 가고 있다. .us (2002년 4월), .mx (2009년 5월), .kr (2006년 9월), .co (2010년 3월) 등이 여기에 해당한다.

## 도메인 하위 등록
때때로 2단계 도메인 등록자 자신의 도메인 아래 하위 등록을 제공함으로써 마치 레지스트리인 것처럼 하기도 한다. 예를 들어 .fami.ly 도메인의 하위 도메인 등록은 리비아 (.ly)의 레지스트리인 GPTC가 아니라 fami.ly 의 등록자가 제공하고 있다.

## 같이 보기
- 도메인 네임 등록 대행자